# Daniel Zahno
Daniel Zahno (Bazel, 8 november 1963) is een Zwitsers Duitstalig schrijver. Zahno studeerde Engelse en Duitse literatuur aan de Universiteit van Bazel. Hij is lid van Auteurs van Zwitserland en heeft literatuurprijzen ontvangen zoals Würth-Literaturpreis in 1996.

## Publicaties
- Doktor Turban, 1996
- Im Hundumdrehen,2006
- Die Geliebte des Gelatiere, 2009
- Rot wie die Nacht, 2010
- Alle lieben Alexia, 2011
- Manhattan Rose, 2013
- Wanderverführer, 2015